# Manatí (Cuba)
Manatí è un comune di Cuba, situato nella provincia di Las Tunas.